# لیدی برد
لیدی برد (انگلیسی: Lady Bird) فیلمی آمریکایی در سبک بلوغ و کمدی-درام به نویسندگی و کارگردانی گرتا گرویگ است که در سال ۲۰۱۷ منتشر شد. در این فیلم بازیگرانی همچون سورشا رونان، لاری میت کالف، تریسی لتس، لوکاس هجز، تیموتی شالامی، استیون هندرسون و لوئیس اسمیت ایفای نقش کرده‌اند.
نخستین نمایش در تاریخ ۱ سپتامبر ۲۰۱۷ و در طی جشنواره فیلم تلیوراید بود و در نهایت توسط ای۲۴ در ۳ نوامبر ۲۰۱۷ در ایالات متحده اکران شد. لیدی برد با استقبال بسیار بالای منتقدین همراه بود، به ویژه اجرای رونان و میت کالف و همچنین فیلم‌نامه و کارگردانی گرویگ مورد تقدیر قرار گرفت. این فیلم همچنین با کسب نمرهٔ ۱۰۰٪ در وبگاه راتن تومیتوز و شکست داستان اسباب‌بازی ۲ از خود رکورد بر جای گذاشت.

## داستان
در پاییز سال ۲۰۰۲، کریستین مک فرسون دانش آموز ارشد مدرسه کاتولیک در ساکرامنتو، کالیفرنیا است. او به خود نام «لیدی برد» می‌دهد و آرزو دارد که علی‌رغم مشکلات اقتصادی خانواده اش، در دانشگاه معتبری در «شهری با فرهنگ» در جایی از ساحل شرقی حضور یابد. مادرش، ماریون، اغلب به او می‌گوید که نسبت به آنچه که دارد ناسپاس است. لیدی برد و بهترین دوستش، جولی، به برنامه تئاتر مدرسه خود می‌پیوندند…

## جوایز
| جایزه           | تاریخ مراسم   | رده                                   | نامزد(ها)     | نتیجه    | منبع  |
| --------------- | ------------- | ------------------------------------- | ------------- | -------- | ----- |
| جایزه گلدن گلوب | ۷ ژانویه ۲۰۱۸ | بهترین فیلم موزیکال یا کمدی           | لیدی برد      | پیروز    | [ ۵ ] |
| جایزه گلدن گلوب | ۷ ژانویه ۲۰۱۸ | بهترین بازیگر زن فیلم موزیکال یا کمدی | سیرشا رونان   | پیروز    | [ ۵ ] |
| جایزه گلدن گلوب | ۷ ژانویه ۲۰۱۸ | بهترین بازیگر نقش مکمل زن             | لاری میت کالف | نامزدشده | [ ۵ ] |
| جایزه گلدن گلوب | ۷ ژانویه ۲۰۱۸ | بهترین فیلم‌نامه                       | گرتا گرویگ    | نامزدشده | [ ۵ ] |